# Асопия
Асопия (греч. Ασωπία) — деревня в Греции. Деревня находится в Беотии. Часть так называемой Арванитохории — территория заселенная в конце 14 века арванитами.
Сегодня посёлок с 1953 года носит имя бога Асопа. До этого село называлось Хлебоцари (греч. Χλαπατσάρι, Χλεμποτσάρι, Χλιμπατσάρι), что семантически означает «царский хлеб».

## История
Этимология старого названия села связана с монастырем Цацари, соответственно Царцари/Царицари, посвященным пророку Илии, который находится в нескольких километрах от села. Этот монастырь известен своим славянским названием «Царь царей», и считается, что он был основан как главный христианский храм в середине 8 века местными славянами.
В средние века Цацарскский монастырь (Царцарский монастырь/Царицырский монастырь) был подворьям Синайского монастыря, а монастырским праздником был праздник святой Екатерины. Со временем этот праздник сменился праздником Ильи пророка, имя которого монастырь носит и сегодня.
Деревня является наиболее значительным поселением вблизи Аттики со старославянским названием.

## Известные люди
- Николаос Бурандас (1900-1981) — греческий коллаборационист во время Второй мировой войны и пост-факто директор городской пожарной охраны Афин.